# Neotephria antelataria
Neotephria antelataria là một loài bướm đêm trong họ Geometridae.